# Polydor
Polydor is een van oorsprong Duits platenlabel, opgericht in 1924 door Deutsche Grammophon. Tegenwoordig is Polydor onderdeel van het Amerikaans-Franse concern Universal Music Group. 

## Geschiedenis
De geschiedenis van Polydor gaat terug tot eind 19e eeuw, toen in Duitsland Deutsche Grammophon werd opgericht door de Duits-Amerikaanse platenpionier Emil Berliner. Hij had daarvoor al bedrijven in de VS en in Groot-Brittannië opgericht onder de naam The Gramophone Company. De Britse vestiging was een voorloper van EMI. 
Deutsche Grammophon (DG) was in de eerste jaren redelijk succesvol, onder meer met platen van het merk His Master's Voice. Met het uitbreken van de Eerste Wereldoorlog dreigde echter het einde van DG. Een deel van het bedrijf werd genationaliseerd en het mocht in de oorlogsjaren geen platen exporteren naar andere Europese landen.
Na de oorlog werd op grond van het Verdrag van Versailles bepaald dat DG - net als veel andere Duitse bedrijven - uitsluitend nog mocht handelen in Duitsland. De merknaam Grammophon mocht niet meer worden gebruikt. Om de export toch te kunnen behouden, werd Polydor opgericht als dochter van DG.
Al snel ontwikkelde Polydor zich als label voor populaire (dans)muziek, terwijl DG zich richtte op de klassieke muziek, hoewel er voor de Tweede Wereldoorlog ook klassieke muziek op het Polydor-label werd uitgegeven.
In 1941 werd DG (inclusief Polydor) overgenomen door het Duitse bedrijf Siemens & Halske, ondanks het feit dat de platenindustrie vanwege de Tweede Wereldoorlog vrijwel stil lag. Opmerkelijk genoeg bracht Polydor in die jaren enkele jazz-platen uit, terwijl deze muziekstijl nadrukkelijk was verboden door het Duitse nazi-regime. Deze platen waren dan ook alleen bestemd voor export naar landen die niet door de Duitsers bezet waren.
Na de oorlog werd de productie van Polydor-platen weer snel hervat. In het restant van de jaren 40 en in de jaren 50 waren het voornamelijk Duitse schlagerartiesten, bigbands en dansorkesten die succesvol waren op het label.
In de jaren 60 werden in diverse Europese landen eigen vestigingen geopend, zodat Polydor beter en sneller kon inspelen op regionale voorkeuren. Hierdoor werd het aanbod van Polydor sterk verbreed, onder meer in de richting van de pop- en rockmuziek. Bands als Golden Earring, Jimi Hendrix, Bee Gees en The Who zagen hun platen op Polydor verschijnen. Tegelijkertijd werden de roots van het label niet vergeten door onder meer James Last onder contract te nemen. Van zijn dansalbums werden vanaf het eind van de jaren 60 enorme aantallen verkocht.
In 1962 ging Siemens, de eigenaar van Polydor, een joint venture aan met het Nederlandse Phonogram (onderdeel van Philips). Het zou nog tien jaar duren voordat beide bedrijven definitief samengingen in het moederbedrijf PolyGram. Het hoofdkantoor werd in Baarn gevestigd.
In de jaren 70 had Polydor veel succes in Europa met acts als Slade, The Osmonds en de Bee Gees. Bovendien had Polydor de Europese rechten voor het platenlabel RSO Records, dat in 1977 en 1978 de soundtracks van Saturday Night Fever en Grease uitbracht. In dezelfde periode probeerde Polydor voet aan de grond te krijgen in de VS, maar dat mislukte. De Amerikaanse afdeling werd rond 1980 alweer opgeheven.
Polydor verloor na 1990 enigszins aan belang, hoewel sommige nationale vestigingen nog erg succesvol bleven, onder meer in Nederland en Duitsland. In Nederland was Marco Borsato sinds 1994 de belangrijkste artiest uit de 'stal' van Polydor. In veel landen werden de activiteiten van Polydor gecombineerd met die van andere labels van PolyGram, zoals Island Records en A&M Records. Dit duurde tot 1998, toen PolyGram werd overgenomen door het Amerikaanse Seagram, dat het omdoopte in Universal Music. Sindsdien is Polydor niet meer als onafhankelijke platenmaatschappij actief, maar valt het volledig onder de paraplu van Universal. De naam is inmiddels verdwenen; in Nederland gingen alle Polydor-artiesten over op het Universal-label.
In Groot-Brittannië is Polydor UK nog erg actief als label voor artiesten in het popgenre. Ook is het label in dat land verantwoordelijk voor onder meer A&M Records en Interscope Records.

## Nederland
In Nederland werden de platen van Polydor al vroeg verspreid via Siemens. Pas in 1964 werd een Nederlandse vestiging opgericht, die gevestigd was in Den Haag. Een van de eerste leidinggevenden daar was Freddie Haayen, die in 1965 het label in contact bracht met de Haagse band Golden Earring. Het was de eerste succesvolle Nederlandse band op het Polydor-label. De platenmaatschappij bleek een succesvolle onderneming te zijn met in de loop der jaren heel wat Nederlandse artiesten en bands die er onderdak vonden. Het grootste succes had Polydor met ABBA, die hun platen in Nederland en Duitsland door Polydor lieten uitbrengen. Sinds de vorming van Universal Music is Polydor in Nederland niet meer actief als apart opererende platenmaatschappij.
 In 1974 verhuisde het bedrijf naar Rijswijk (Zuid-Holland) en vestigde zij zich in het industrieschap Plaspoelpolder. Hier werden tal van opnames in de studio's vervaardigd van Nederlandse bands, waaronder van veel Haagse bands.

## Naam en artwork
De naam Polydor is een combinatie van twee Griekse woorden: poly (= veel) en doron (= geschenken). Polydor betekent dus letterlijk vele geschenken. Vrijwel vanaf het ontstaan van het bedrijf is rood de belangrijkste kleur op de platenlabels geweest. Het huidige logo is al sinds de jaren 50 in gebruik. 

## Nummer 1 hits van Polydor in Nederland
- 1956: Heimweh - Freddy
- 1957: Ik sta op wacht - Hans Brandel
- 1962: Heisser Sand - Mina
- 1967: Massachusetts - Bee Gees
- 1968: World - Bee Gees
- 1968: Words - Bee Gees
- 1968: Dong-dong-di-ki-di-gi-dong - Golden Earrings
- 1969: Saved by the bell - Robin Gibb
- 1969: Don't forget to remember - Bee Gees
- 1970: Back home - Golden Earring
- 1972: Memories - Earth & Fire
- 1973: Radar Love - Golden Earring
- 1973: The day that Curly Billy shot down Crazy Sam McGee - The Hollies
- 1974: Sugar baby love - Rubettes
- 1976: Fernando - Abba
- 1976: Dancing queen - Abba
- 1976: Money money money - Abba
- 1977: Do you remember - Long Tall Ernie and the Shakers
- 1979: Chiquitita - Abba
- 1979: Reunited - Peaches & Herb
- 1980: I have a dream - Abba
- 1980: The winner takes it all - Abba
- 1980: Super trouper - Abba
- 1981: One of us - Abba
- 1993: Mockin' bird hill - Roots Syndicate
- 1993: Mr. Blue - René Klijn
- 1994: Dromen zijn bedrog - Marco Borsato
- 1994: Waarom nou jij - Marco Borsato
- 1997: Toen ik je zag - Hero
- 1998: De bestemming - Marco Borsato
- 1998: No matter what - Boyzone
- 1999: Binnen - Marco Borsato
- 2002: Lopen op het water - Marco Borsato & Sita
- 2005: Das kleine Krokodil - Schnappie[1]

## Verwijzingen
1. ↑  Bron: 50 Jaar Nummer 1-Hits, Johan van Slooten, Becht 2006, ISBN 90-230-1179-1